# Aartsambt

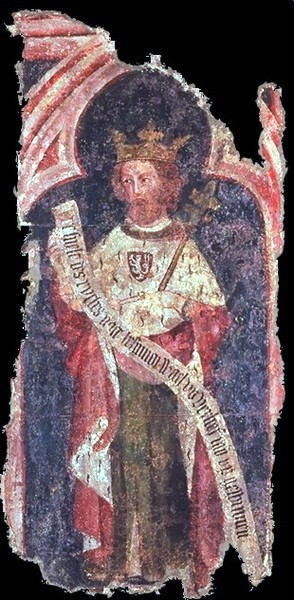
De Gouden Bul van keizer Karel IV van 1356 legde de functies vast.

Een aartsambt was in het Heilige Roomse Rijk een erefunctie die verbonden was met de keurvorstelijke waardigheid.
Volgens de constitutie van het Heilige Roomse Rijk  bekleedden de keurvorsten ook hofambten (archiofficia) uit, waarbij ze verplicht waren tot het verrichten van erediensten. Aan deze aartsambten en de bijbehorende titels en onderscheidingstekens werd grote waarde gehecht. Zij waren een bron van eindeloze twisten tussen de vorsten die daarop aanspraak maakten.
De oorsprong van de aartsambten ligt in de organisatie van het hof bij de Frankische koningen. De koninklijke vazallen waren verplicht om dienst aan het hof te verrichten en dit vond plaats bij verschillende onderdelen van het hof (ministeria). 
Toen tijdens de Karolingen de voornaamste personen van het Rijk vazal werden van de koning, bleven de hofdiensten bestaan, maar de uitoefening veranderde in een ceremonie. Het werd een erebaan.
Vanuit het karolingische hof kwam dit bestel in het Duitse Rijk. Het is niet duidelijk wat de reden is van de verbinding van de hofambten met de keurstemmen. Ook is onduidelijk of de keurstem primair was of de hoffunctie.
Uit de bronnen blijkt dat er bij de verkiezing tot koning van Otto I de hertogen van de Duitse stammen bij de openbare feesttafel ten aanschouwen van het volk fungeerden als kamerheer, maarschalk, seneschalk (Duits: Truchsess) en schenker. Ook bij de verkiezingen van zijn opvolgers werd dit ceremonieel  gebruikelijk. Dit feit voedt het vermoeden dat er een samenhang is van de aartsambten met de keuze van de koning. 
Sinds het interregnum was het aantal keurstemmen vastgesteld op zeven en waren er dus ook zeven aartsambten. De Gouden Bul van keizer Karel IV van 1356 legde de functies vast.
De eigenlijke vier ambten, die uit het oude hofbestuur stamden, waren verbonden met de wereldlijke keurvorsten:
- de paltsgraaf van de Rijn was aartsseneschalk (du: Truchseß) (archi-dapifer)
- de hertog van Saksen was aartsmaarschalk (archi-marescallus)
- de markgraaf van Brandenburg was aartskamerheer (archi-cammerarius)
- de koning van Bohemen aartsschenker (archi-pincerna)

aartsseneschalk
aartsmaarschalk
aartskamerheer

De drie geestelijke keurvorsten bekleedden een kanselierambt.
- de aartsbisschop van Mainz was aartskanselier van Duitsland
- de aartsbisschop van Keulen was aartskanselier van Italië
- de aartsbisschop van Trier was aartskanselier van Bourgondië.

Alleen het kanselierschap van Duitsland had praktische betekenis.
Tijdens de Dertigjarige Oorlog werd ten gevolge van de rijksacht over Frederik V van de Palts die keurstem van de Palts met het ambt van seneschalk aan Beieren overgedragen. 
In de Westfaalse Vrede van 1648 werd er een nieuwe, achtste keurstem voor de Palts gecreëerd met daaraan verbonden het ambt van aartsschatmeester.

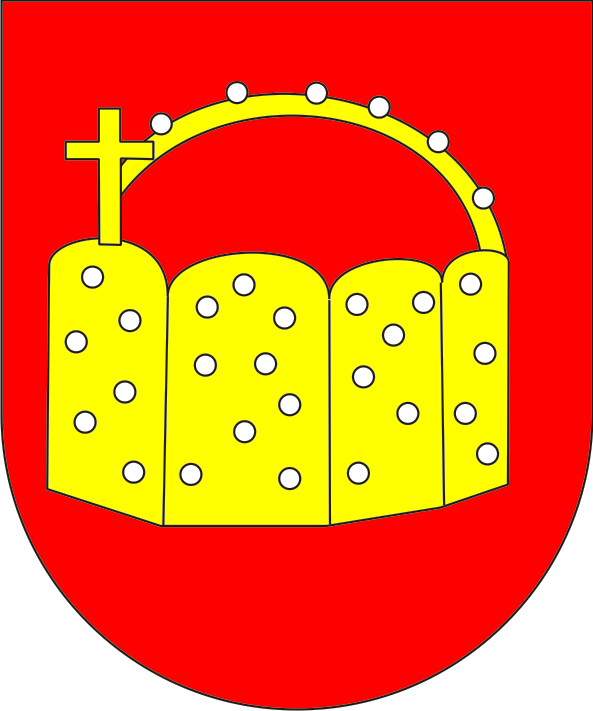
aartsschatmeester

Door de vereniging van de Palts met Beieren in 1777 trad de oude situatie weer in.
Nu werd het ambt van aartsschatmeester toegekend aan de keurvorst van Brunswijk-Lüneburg (Hannover). Deze keurwaarde was in 1692 door de keizer gecreëerd en in 1708 door de Rijksdag erkend. 
Toen door de Reichsdeputationshauptschluss van 1803 vier nieuwe keurwaarden werden ingesteld (Württemberg, Baden, Hessen en Salzburg) werden er geen aartsambten aan verbonden. Alleen Württemberg had het ambt van aartsvaandeldrager, welk ambt het al eerder claimde.
Aan de aartsambten waren erfambten gekoppeld. Deze bezitters van de erfambten vervingen of assisteerden de bezitters van de aartsambten in hun functies.
Ook ten behoeve van de keizerin waren er enkele aartsambten, die door rijksabten werden bekleed. Voor de constitutie van het rijk waren ze van geen betekenis.
Het rijk werd officieel ontbonden op 6 augustus 1806, toen keizer Frans II officieel afstand deed van de kroon. Hiermee vervielen ook de aartsambten met hun titels en hun heraldische onderscheidingstekens.